# 新清水ジャンクション
新清水ジャンクション（しんしみずジャンクション）とは、静岡県静岡市清水区吉原にある新東名高速道路本線、清水連絡路、中部横断自動車道を結ぶジャンクションである。山奥の谷間に作られた設備のため、横長の構造になっている。

## 歴史
- 2011年（平成23年）8月26日：当JCTの名称が「吉原JCT（仮称）」から「新清水JCT」で正式決定[1][2]。
- 2012年（平成24年）4月14日：新東名高速道路本線・御殿場JCT - 三ヶ日JCT間及び清水連絡路・清水JCT - 新清水JCT間開通に伴い、供用開始[3]。
- 2019年（平成31年）3月10日：中部横断自動車道・新清水JCT - 富沢IC間開通[4]。

## 接続する道路
- E1A 新東名高速道路本線（9番）
- E52 新東名高速道路清水連絡路
- E52 中部横断自動車道
  - 清水連絡路と中部横断道の間は当初は本線で直結する予定だったが、コスト削減のため、新東名本線とのランプウェイを挟んで接続する構造になる。

## 隣
E1A 新東名高速道路本線
(8) 新清水IC - 清水PA - (9) 新清水JCT - (10) 新静岡IC
E52 新東名高速道路清水連絡路
(9) 新清水JCT - (9-1) 清水いはらIC
E52 中部横断自動車道
(9) 新清水JCT - 両河内SIC（事業中） - (1) 富沢IC